# Vinna eller försvinna
För filmen i Maria Wern-serien med samma namn, se Maria Wern – Vinna eller försvinna.
Vinna eller försvinna (engelska: Stand and Deliver) är en amerikansk dramafilm från 1988 i regi av Ramón Menéndez. Filmen är baserad på den verkliga historien om matematikläraren Jaime Escalante. Han gestaltas av Edward James Olmos, som nominerades till en Oscar för bästa manliga huvudroll för sin insats. 

## Rollista i urval
- Edward James Olmos - Jaime Escalante
- Estelle Harris - sekreterare
- Virginia Paris - Racquel Ortega
- Will Gotay - Pancho
- Ingrid Oliu - Lupe
- Carmen Argenziano - Molina
- Rosanna DeSoto - Fabiola Escalante
- Vanessa Marquez - Ana Delgado
- Lou Diamond Phillips - Angel Guzman
- Lydia Nicole - Rafaela Fuentes
- James Victor - Anas pappa
- Andy García - Ramirez